# Roman Durniok
Roman Karol Durniok (ur. 27 lutego 1928 w Chorzowie, zm. 25 listopada 1993 w Krakowie) – polski piłkarz, obrońca i trener piłkarski.

## Kariera
Jako zawodnik związany z dwoma miastami - Chorzowem i Krakowem. W dorosłej piłce debiutował w AKS Chorzów, następnie grał w krakowskim Wawelu. Na dwa lata wrócił do AKS, później jeszcze raz był zawodnikiem Wawelu. Karierę kończył w Cracovii, gdzie grał również w drugiej lidze. W reprezentacji debiutował 10 maja 1953 w meczu z Czechosłowacją, ostatnie spotkanie rozegrał rok później. Łącznie w reprezentacji wystąpił w 4 meczach.
Pracował jako trener. Kilkakrotnie w Cracovii, ale także prowadził m.in. Wisłę Kraków i Sandecję Nowy Sącz.

## Śmierć
Pochowany na cmentarzu Batowickim w Krakowie (kw. A9-8-36).

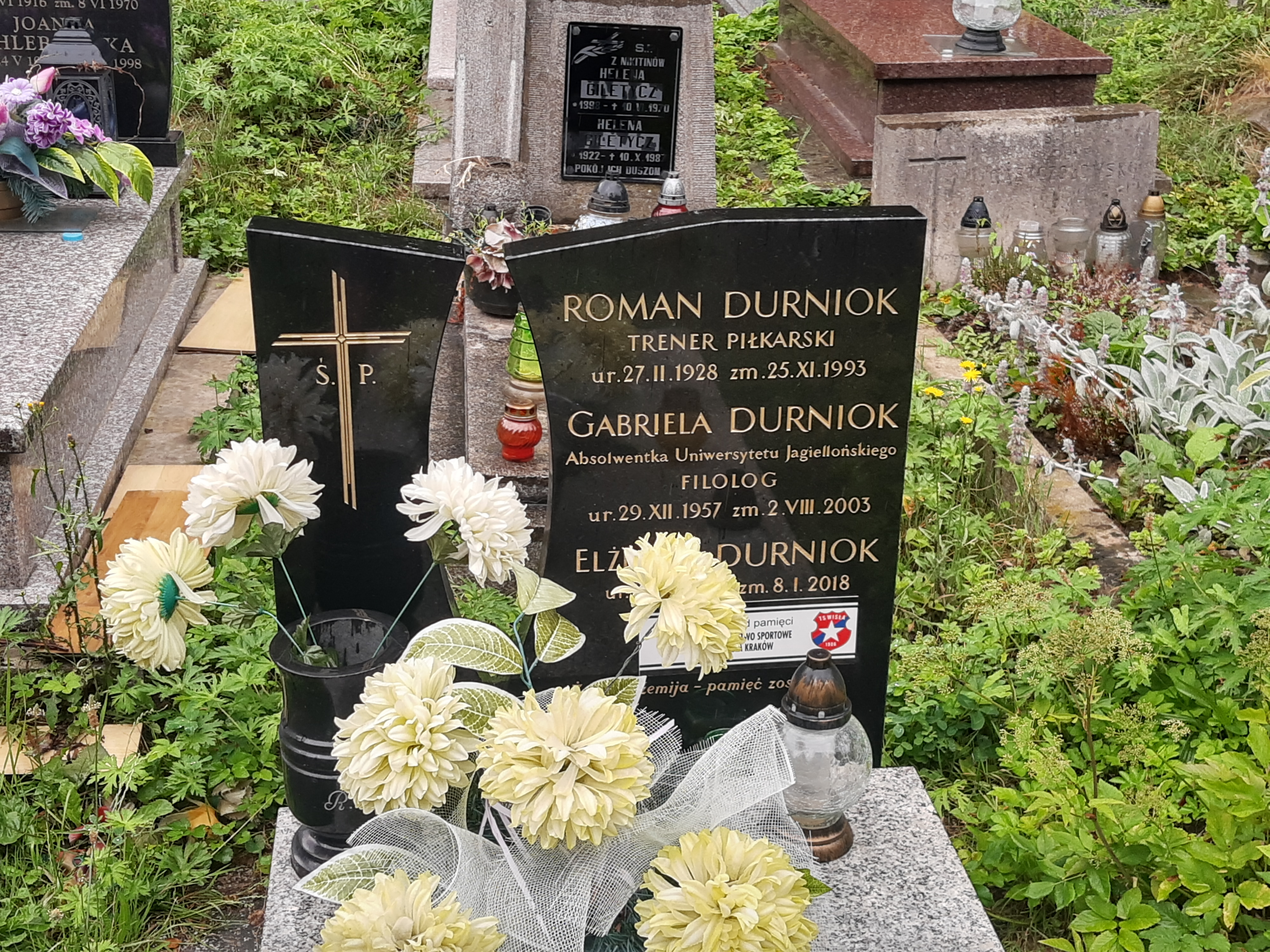
Grób Romana Durnioka na Cmentarzu Prądnik Czerwony